# アレハンドラ・オリベラス
アレハンドラ・オリベラス（Alejandra Oliveras、1978年3月20日 - 2025年7月28日）は、アルゼンチンのプロボクサー。フフイ州出身。元WBC女子世界スーパーバンタム級王者。元WBO女子世界フェザー級王者。元WBA女子世界ライト級王者。元WBC女子世界スーパーライト級王者。女子プロボクサー初の世界4階級制覇王者。

## 来歴
2005年8月26日のデビュー戦をTKOで飾る。
2006年5月20日、ジャッキー・ナバを8RKOで下し、WBC女子世界スーパーバンタム級王座奪取。
WBC王座を4度防衛。
2008年12月4日、マルセラ・アクーニャに敗れ王座陥落とともに初黒星。
2009年5月16日、Adriana Sallesと空位のWBAフェデラテン女子フェザー級王座を争い、王座獲得。
2011年2月18日、モニカ・アコスタが持つWBC女子世界スーパーライト級王座と空位のWBA女子世界同級王座を争うが、判定で敗れ王座獲得ならず。
2011年8月12日、リリアナ・パルメラと空位のWBA女子世界ライト級王座を争い、5回負傷判定で勝利し、2階級制覇。
その後、同王座返上。
2012年1月5日、Jessica Villafrancaと空位のWBO女子世界フェザー級王座を争い、5回TKOで勝利。3階級制覇達成。
2013年10月11日、空位のWBC女子スーパーライト級王座決定戦に出場し、レリー・ラズ・フローレスを7回TKOで降し女子では史上初の4階級制覇達成。
2014年11月15日、エリカ・ファリアス相手にWBC王座の防衛戦を行うが、1-2判定で敗れ陥落。
2017年引退。
2025年7月14日、虚血性脳卒中によりサンタフェの病院に入院したが、7月28日に脳卒中からの肺塞栓症で死去した。47歳没。
現役時代より筋肉質で引退後はウエイトトレーニングに勤しみSNSでも鍛えられた肉体を披露していた。そのためネットでは「高血圧を放置したままステロイド使用していた」との声もあり、母国のボディビル王者より司法解剖でアナボリックステロイド使用の調査してほしいとの要望があり、30日に予定していた火葬は延期になった。アルゼンチンではアナボリックステロイドは、医師の処方以外は所持・使用が違法となっているが、スポーツ医からは「平均して、合成物質は摂取後24時間から72時間以内に血流から排出される」と、仮に摂取していたとしても検死による調査は不可能との証言があり、葬儀は延期翌日に行われることになった。

## 戦績
- プロボクシング：38戦 33勝 (16KO) 3敗 2分

| 戦           | 日付           | 勝敗 | 時間    | 内容         | 対戦相手                                     | 国籍         | 備考                                             |
| ------------ | -------------- | ---- | ------- | ------------ | -------------------------------------------- | ------------ | ------------------------------------------------ |
| 1            | 2005年8月12日  | ☆    | 2R      | TKO          | マリア・デル・カーメン・ポテンサ             | アルゼンチン | プロデビュー戦                                   |
| 2            | 2005年9月9日   | ☆    | 4R      | 判定         | マリア・デル・カーメン・モンティエル         | アルゼンチン |                                                  |
| 3            | 2005年11月11日 | ☆    | 4R      | 判定         | シルビア・ラキエル・ジャーバシ               | アルゼンチン |                                                  |
| 4            | 2006年1月6日   | ☆    | 3R      | 負傷判定 2-0 | マリア・デル・カーメン・ポテンサ             | アルゼンチン |                                                  |
| 5            | 2006年2月17日  | ☆    | 4R      | 判定         | ベティナ・ガブリエラ・ガリノ                 | アルゼンチン |                                                  |
| 6            | 2006年3月24日  | △    | 4R      | 判定         | ベティナ・ガブリエラ・ガリノ                 | アルゼンチン |                                                  |
| 7            | 2006年4月7日   | ☆    | 1R      | TKO          | グラシエラ・バエス                           | パラグアイ   |                                                  |
| 8            | 2006年5月20日  | ☆    | 8R 1:47 | KO           | ジャッキー・ナバ                             | メキシコ     | WBC女子世界スーパーバンタム級タイトルマッチ      |
| 9            | 2006年10月13日 | ☆    | 10R     | 判定 3-0     | アナイズ・セシリア・グティエレス・カリージョ | コロンビア   | WBC防衛1                                         |
| 10           | 2006年12月22日 | ☆    | 8R      | 判定 2-1     | クラウディア・ロペス                         | アルゼンチン |                                                  |
| 11           | 2007年3月2日   | △    | 10R     | 判定 1-0     | ジャッキー・ナバ                             | メキシコ     | WBC防衛2                                         |
| 12           | 2007年8月4日   | ☆    | 10R     | 判定 3-0     | アドリアナ・サレス                           | ブラジル     | WBC防衛3                                         |
| 13           | 2008年7月11日  | ☆    | 8R      | 判定         | マリア・デル・カーメン・モンティエル         | アルゼンチン |                                                  |
| 14           | 2008年11月7日  | ☆    | 5R 0:01 | TKO          | ミシェル・ラリサ・ボナソリ                   | ブラジル     |                                                  |
| 15           | 2008年12月4日  | ★    | 10R     | 判定 0-3     | マルセラ・アクーニャ                         | アルゼンチン | WBA・WBC世界スーパーバンタム級王座統一戦 WBC陥落 |
| 16           | 2009年5月16日  | ☆    | 10R     | 判定 3-0     | アドリアナ・サレス                           | ブラジル     |                                                  |
| 17           | 2009年11月6日  | ☆    | 10R     | 判定 3-0     | ナタリア・デル・ピラー・ブルガ               | アルゼンチン |                                                  |
| 18           | 2010年1月30日  | ☆    | 1R 1:20 | TKO          | シルビア・ベアトリス・レスカノ               | アルゼンチン |                                                  |
| 19           | 2010年4月10日  | ☆    | 2R 1:45 | KO           | アントニナ・アヤラ・バスケス                 | パラグアイ   |                                                  |
| 20           | 2010年6月18日  | ☆    | 6R      | 判定         | マリア・エウジェニア・クイロガ               | アルゼンチン |                                                  |
| 21           | 2010年9月24日  | ☆    | 8R      | 判定 3-0     | ソニア・エディス・パラディノ                 | アルゼンチン |                                                  |
| 22           | 2010年11月12日 | ☆    | 5R 1:09 | KO           | シルビア・フェルナンダ・サカリアス           | アルゼンチン |                                                  |
| 23           | 2011年2月18日  | ★    | 10R     | 判定 0-3     | モニカ・アコスタ                             | アルゼンチン | WBA・WBC女子世界スーパーライト級タイトルマッチ   |
| 24           | 2011年4月9日   | ☆    | 6R      | 判定 3-0     | パメラ・エリザベス・ベナビデス               | アルゼンチン |                                                  |
| 25           | 2011年5月13日  | ☆    | 6R      | TKO          | アリシア・スサナ・アレグレ                   | アルゼンチン |                                                  |
| 26           | 2011年8月12日  | ☆    | 5R 0:01 | TKO          | リリアナ・パルメラ                           | コロンビア   | WBA女子世界ライト級王座決定戦                    |
| 27           | 2011年11月11日 | ☆    | 6R      | 判定 3-0     | ロクサナ・ベアトリス・ラボルデ               | アルゼンチン |                                                  |
| 28           | 2012年1月5日   | ☆    | 5R 0:11 | KO           | ジェシカ・ビラフランカ                       | メキシコ     | WBO女子世界フェザー級王座決定戦                  |
| 29           | 2012年4月13日  | ☆    | 5R      | KO           | シモネ・アパレシダ・ダ・シルバ               | ブラジル     |                                                  |
| 30           | 2012年6月9日   | ☆    | 6R 終了 | TKO          | ダイアナ・アヤラ                             | コロンビア   | WBO防衛1                                         |
| 31           | 2012年7月14日  | ☆    | 5R      | TKO          | ミグダリア・アスプリラ                       | パナマ       | WBO防衛2                                         |
| 32           | 2012年12月22日 | ☆    | 4R 1:59 | TKO          | パウリナ・カルドナ                           | コロンビア   | WBO防衛3                                         |
| 33           | 2013年2月23日  | ☆    | 10R     | 判定         | ダイアナ・コルデロ                           | コロンビア   | WBO防衛4                                         |
| 34           | 2013年4月19日  | ☆    | 5R 1:02 | KO           | カリスタ・シルガド                           | コロンビア   | WBO防衛5                                         |
| 35           | 2013年10月11日 | ☆    | 7R      | TKO          | レリー・ルス・フローレス                     | コロンビア   | WBC女子世界スーパーライト級王座決定戦            |
| 36           | 2014年11月15日 | ★    | 10R     | 判定 1-2     | エリカ・ファリアス                           | アルゼンチン | WBC陥落                                          |
| 37           | 2015年7月17日  | ☆    | 6R      | 判定 3-0     | ナタリア・バネサ・デル・バレ・アギーレ       | アルゼンチン |                                                  |
| 38           | 2017年4月8日   | ☆    | 10R     | 判定 3-0     | レスリー・モラレス                           | メキシコ     |                                                  |
| テンプレート |                |      |         |              |                                              |              |                                                  |

## 獲得タイトル
- WBC女子世界スーパーバンタム級王座（防衛3）
- WBAフェデラテン女子フェザー級王座
- WBA女子世界ライト級王座（防衛0=返上）
- WBO女子世界フェザー級王座（防衛5=剥奪）
- WBC女子世界スーパーライト級王座（防衛0）